# Ossona
Ossona é uma comuna italiana (município) da região da Lombardia, província de Milão, com cerca de 3.779 habitantes. Localizada a cerca de 20 quilômetros (12 milhas) a oeste de Milão. Estende-se por uma área de 6 km², tendo uma densidade populacional de 630 hab/km². 
Faz fronteira com Casorezzo, Inveruno, Arluno, Mesero, Marcallo con Casone, Santo Stefano Ticino.

## Demografia
| Variação demográfica do município entre 1861 e 2011                               |
|                                                                                   |
| Fonte: Istituto Nazionale di Statistica (ISTAT) - Elaboração gráfica da Wikipedia |